# Tupac: Resurrection (Soundtrack)
Tupac: Resurrection (englisch für: „Tupac: Auferstehung“) ist ein Soundtrack-Album des US-amerikanischen Rappers Tupac Shakur. Es wurde postum zum gleichnamigen Dokumentarfilm Tupac: Resurrection am 4. November 2003 über die Labels Amaru Entertainment und Interscope Records veröffentlicht.

## Inhalt
Neben fünf zuvor unveröffentlichten Titeln enthält der Soundtrack überwiegend Lieder aus Tupacs Karriereanfängen. So ist je ein Song aus seinen ersten drei Soloalben 2Pacalypse Now, Strictly 4 My N.I.G.G.A.Z. und Me Against the World enthalten. Zwei Tracks stammen vom Kollaboalbum Thug Life: Volume 1 und weitere Stücke sind verschiedene Kollaborationen mit anderen Rappern.

## Produktion und Samples
Tupacs Mutter Afeni Shakur fungierte bei dem Soundtrack als Executive Producer. Drei zuvor unveröffentlichte Lieder wurden von dem Rapper und Musikproduzent Eminem produziert. Ebenfalls drei Instrumentals stammen von Johnny „J“, während Shock G zwei Songs produzierte. Weitere Beats stammen von Easy Mo Bee, Stretch, 2Pac selbst, Thug Music, Red Spyda, Chopmaster J und Strictly Dope.
Drei Stücke des Albums enthalten Samples von Tracks anderer Künstler. So sampelt Runnin’ (Dying to Live) den Titel Dying to Live von Edgar Winter, während The Realist Killaz Elemente des Lieds Hail Mary von Tupac selbst enthält. Außerdem beinhaltet Starin’ Through My Rear View ein Sample aus In the Air Tonight von Phil Collins.

## Covergestaltung
| Professionelle Bewertungen | Professionelle Bewertungen |
| -------------------------- | -------------------------- |
| Kritiken                   |                            |
| Quelle                     | Bewertung                  |
| laut.de                    | [ 1 ]                      |
| Rolling Stone              | [ 2 ]                      |
| allmusic                   | [ 3 ]                      |
| RapReviews                 | [ 4 ]                      |

Das Albumcover ist in Sepia gehalten und zeigt Tupac, der den Betrachter ansieht und ein weißes Bandana auf dem Kopf trägt. Der Hintergrund setzt sich aus verschiedenen Fotos aus Tupacs Leben zusammen. Am oberen Bildrand befindet sich der weiße Schriftzug This Is My Story und im unteren Teil des Bildes stehen die Schriftzüge Tupac in Gelb sowie Resurrection – Music from and Inspired by the Motion Picture in Weiß.

## Gastbeiträge
Auf acht Liedern des Albums sind neben Tupac Shakur andere Künstler vertreten. So hat seine Rapgruppe Outlawz drei Gastauftritte in den Songs One Day at a Time (Em’s Version), Secretz of War und Starin’ Through My Rear View. Der Rapper Eminem ist ebenfalls auf One Day at a Time (Em’s Version) zu hören, während The Realist Killaz eine Kollaboration mit dem Rapper 50 Cent ist. Der ebenfalls erschossene Rapper The Notorious B.I.G. unterstützt Tupac auf dem Track Runnin’ (Dying to Live). Weitere Gastbeiträge stammen von dem Rapper Tyson (Panther Power) sowie den Rapgruppen Digital Underground (Same Song) und Thug Life (Bury Me a G).

## Titelliste
| #  | Titel                            | Gastbeiträge         | Produzent                      | Länge | Original-Album (Jahr)                       |
| -- | -------------------------------- | -------------------- | ------------------------------ | ----- | ------------------------------------------- |
| 1  | Intro                            |                      |                                | 0:05  | zuvor unveröffentlicht                      |
| 2  | Ghost                            |                      | Eminem                         | 4:17  | zuvor unveröffentlicht                      |
| 3  | One Day at a Time (Em’s Version) | Eminem und Outlawz   | Eminem                         | 3:45  | zuvor unveröffentlicht                      |
| 4  | Death Around the Corner          |                      | Johnny „J“                     | 4:07  | Me Against the World (1995)                 |
| 5  | Secretz of War                   | Outlawz              | Johnny „J“                     | 4:13  | Still I Rise (1999)                         |
| 6  | Runnin’ (Dying to Live)          | The Notorious B.I.G. | Eminem                         | 3:51  | zuvor unveröffentlicht                      |
| 7  | Holler If Ya Hear Me             |                      | Stretch                        | 4:38  | Strictly 4 My N.I.G.G.A.Z. (1993)           |
| 8  | Starin’ Through My Rear View     | Outlawz              | 2Pac und Johnny „J“            | 5:11  | Gang Related (Soundtrack) (1997)            |
| 9  | Bury Me a G                      | Thug Life            | Thug Music                     | 5:00  | Thug Life Volume 1 (1994)                   |
| 10 | Same Song                        | Digital Underground  | Shock G                        | 3:57  | This Is an EP Release (1991)                |
| 11 | Panther Power                    | Tyson                | Chopmaster J und Strictly Dope | 4:36  | Beginnings: The Lost Tapes 1988–1991 (2000) |
| 12 | Str8 Ballin’                     |                      | Easy Mo Bee                    | 5:04  | Thug Life Volume 1 (1994)                   |
| 13 | Rebel of the Underground         |                      | Shock G                        | 3:17  | 2Pacalypse Now (1991)                       |
| 14 | The Realist Killaz               | 50 Cent              | Red Spyda                      | 2:59  | zuvor unveröffentlicht                      |

## Chartplatzierungen und Singles
Tupac: Resurrection stieg am 24. November 2003 auf Platz 76 in die deutschen Charts ein und verließ die Top 100 in der folgenden Woche wieder, bevor es im Februar 2004 erneut auf Rang 85 in die Charts einstieg. Insgesamt konnte sich das Album sechs Wochen in den Top 100 halten. In den Vereinigten Staaten stieg das Album auf Position 2 in die Charts ein und hielt sich 22 Wochen in den Top 200.
Als Singles wurden die Lieder Runnin’ (Dying to Live) und One Day at a Time (Em’s Version) ausgekoppelt.

## Verkaufszahlen und Auszeichnungen
Für mehr als 1,6 Millionen verkaufte Exemplare wurde Tupac: Resurrection in den Vereinigten Staaten mit einer Platin-Schallplatte ausgezeichnet. Außerdem erhielt das Album im Vereinigten Königreich eine Goldene Schallplatte für mehr als 100.000 verkaufte Einheiten.

| Land/Region                  | Auszeichnungen für Musikverkäufe (Land/Region, Auszeichnung, Verkäufe) | Verkäufe  |
| ---------------------------- | ---------------------------------------------------------------------- | --------- |
| Vereinigte Staaten (RIAA)    | Platin                                                                 | 1.000.000 |
| Vereinigtes Königreich (BPI) | Gold                                                                   | 100.000   |
| Insgesamt                    | 1× Gold · 1× Platin ·                                                  | 1.100.000 |

Hauptartikel: Tupac Shakur/Auszeichnungen für Musikverkäufe